# Kate Denali
Kate é uma personagem fictícia da série Twilight da escritora estadunidense Stephenie Meyer. Aparece apenas no último livro da saga, Amanhecer, quando vai juntamente de seu clã ao casamento de Bella e Edward. Ela retorna no final do romance para servir de testemunha dos Cullen contra os Volturi. No cinema, Kate será interpretada por Casey Labow.

## História pessoal
Katrina, mais conhecida como Kate, é uma vampira vegetariana, uma das irmãs Denali “originais”.  Ela também é uma das que deram origem ao mito de succubus. Ela, como suas irmãs, sempre amaram os homens, mesmo os humanos. Ela tem um relacionamento forte com seu clã, assim como com o clã dos Cullens. Kate é conhecida por ter uma mente forte e tem o talento de mandar uma corrente elétrica pela sua pele, o que dá choque em qualquer um que tenha contato com ela.

## Características
Tem o cabelo louro e liso como palha de milho, os olhos são dourados/pretos de vampiro e tem a habilidade especial de dar choque quando uma pessoa encosta em sua pele. Isso se deve á uma habilidade defensiva que desenvolveu.

## Relações amorosas
Ela desenvolveu uma ligação forte com Garrett, e ele se torna seu parceiro.